# SS-Postschutz
La SS-Postschutz fu formata come "Postschutz" nel marzo 1933 ed era sottoposta al Ministero delle Poste o "Reichspostministerium".
Era responsabile della sicurezza di tutti gli uffici postali, telegrafici e telefonici istituiti nella Germania.
Il "Postschutz" veniva trasferita sotto la giurisdizione delle SS nel marzo del 1942 ed entrava a far parte delle Allgemeine-SS.
Quando fu trasferita sotto la giurisdizione delle SS veniva ridenominata "SS-Postschutz".

## Ranks del Postschutz
- Oberführer
- Bezirksführer
- Abschnittsführer
- Abteilungshauptführer
- Abteilungsführer
- Zughauptführer
- Zugführer
- Gruppenhauptführer
- Gruppenführer
- Truppführer
- Rottenführer
- Postschutzmann